# Markar Melkonian
Markar Melkonian (arménien : Մարգար Մելքոնեան) est un écrivain, professeur et militant arméno-américain, frère de Monte Melkonian et son principal biographe.

## Biographie
Markar Melkonian naît à Visalia en Californie. Enfants de Charles et Zabel Melkonian, respectivement ébéniste et institutrice, ils sont quatre frères et sœurs, dont Monte Melkonian. Leur famille, originaire de l'Empire ottoman, s'installe dans les environs de Fresno entre la fin du XIXe et le début du XXe siècle.
Il est diplômé de philosophie à l’Université du Massachusetts à Amherst. Il est enseignant à l'Université d'État de Californie à Northridge au sein du département de philosophie.
Il est connu pour avoir retracé la vie de son frère, avec l'aide de la veuve de ce dernier, Séta, dans un livre biographique intitulé My Brother's Road: An American's Fateful Journey to Armenia, traduit en français en 2018,,.

## Publications
- (en) Marxism : A Post-Cold War Primer, Boulder, Westview Press, 1996, 176 p. (ISBN 978-0813328867)
- (en) Richard Rorty's politics : Liberalism at the end of the American century, Amherst, N.Y, Humanity Books, 1999, 226 p. (ISBN 978-1573927253, OCLC 41649687)
- (en) My brother's road : An American's fateful journey to Armenia, Londres, I.B. Tauris, 2005, 344 p. (ISBN 9781850436355, OCLC 56805609)
  - Traduction française : Markar Melkonian (trad. Stéphane Normand), La Route de mon frère, Thaddée, 2018, 404 p. (ISBN 978 2919131358)